# Duel van Barletta

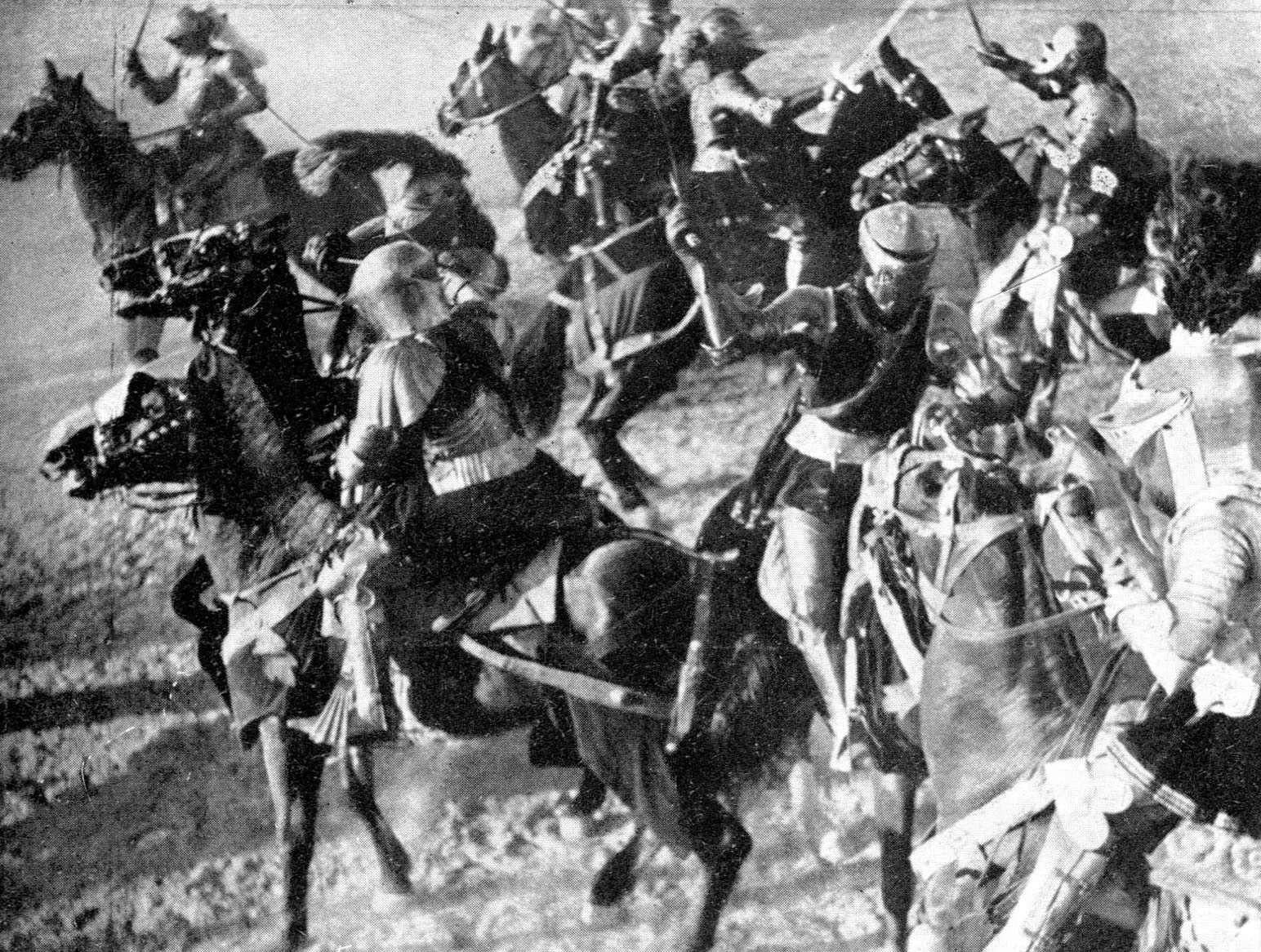
Duel van Barletta. Filmfragment uit Ettore Fieramosca (1928)

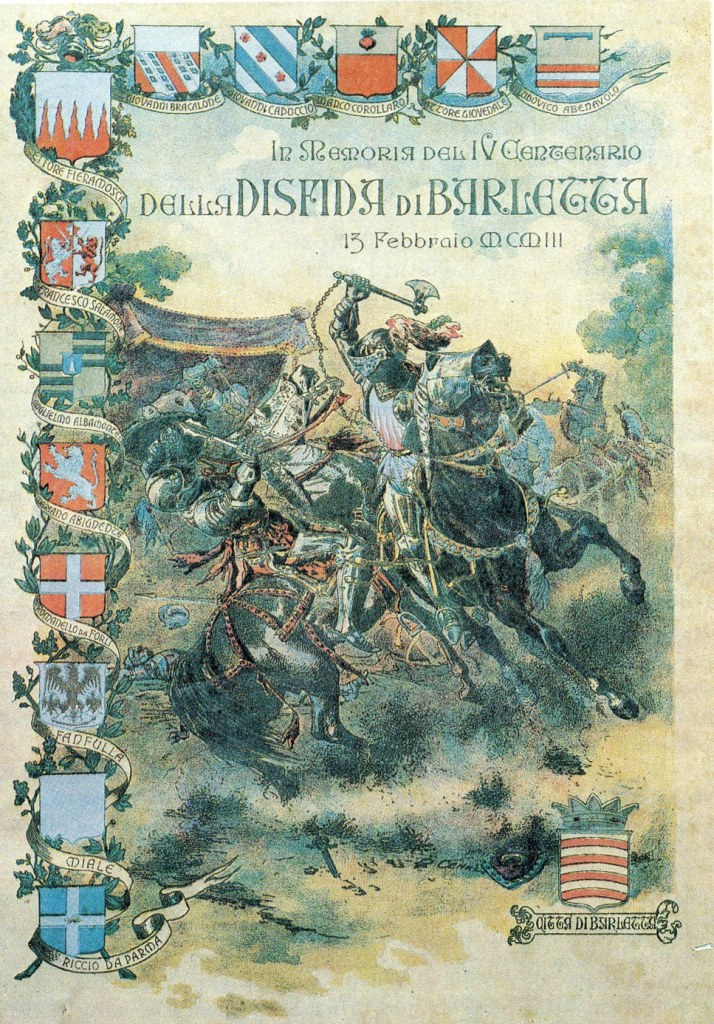
Affiche voor de 400e verjaardag (1903). De wapenschilden van de 13 Italiaanse ridders in de rand.

Het Duel van Barletta vond plaats op 13 februari 1503 in het plaatsje Mattina di Sant’Elia nabij de Zuid-Italiaanse stad Trani, in Apulië. De afspraak voor dit tornooi werd gemaakt in een andere stad in Apulië: Barletta; vandaar de naam. 
Het duel ging tussen Italiaanse en Franse ridders. De Italianen waren deel van het Spaanse leger dat Zuid-Italië beheerste. De Italianen wonnen het tornooi, waarin iedereen het overleefde. Het is een episode tijdens de Tweede Italiaanse Oorlog. Sinds de 19e eeuw maakt het Duel van Barletta deel uit van de nationale geschiedenis van Italië.

## Omstandigheden
Tijdens de Tweede Italiaanse Oorlog hadden de Spanjaarden en Fransen het koninkrijk Napels in twee invloedzones verdeeld: Campania en de Abruzzi vielen onder Frans bestuur en Puglia en Calabria onder Spaans bestuur. De Franse troepen stonden onder leiding van Lodewijk van Armagnac-Nemours en de Spaanse onder Gonzalo Fernández de Córdoba. In de jaren 1501-1502 vonden er geregeld schermutselingen plaats tussen beide legers aangezien het niet duidelijk was tot waar de invloedzones gingen, ook niet voor officieren.

## Historiek
In Barletta, in Puglia, waren de Spanjaarden bezig hun hoofdkwartier op te richten. Op 15 januari werd er een groepje gevangen Fransen binnengebracht. Zij hadden zich te ver in Spaans gebied gewaagd. De leider van het groepje was Charles de Torgues, bijgenaamd Monsieur de La Motte. De Spanjaarden boden de Fransen een avondmaal aan in een lokale taverne. De Spanjaarden polsten de Fransen naar de moed van de Italianen. De grootsprakerige Charles de Torgues beledigde de Italiaanse militairen. Hierop vroegen de Spanjaarden handig om een duel te organiseren: de Fransen tegen de Italianen. Dit duel zou aantonen wie van hen de moedigste was. Het duel werd nauwkeurig voorbereid. De voorbereidingen duurden een maand. Voor de Spanjaarden was het nodig om tijd te winnen; de Fransen moesten een lesje geleerd worden en een kleinschalig duel was nuttiger dan een veldslag tegen de Fransen die op dat moment numeriek sterker waren.
Dertien Italiaanse ridders en dertien Franse ridders werden uitgezocht. Er werden tussen beide kampen telkens twee gijzelaars uitgewisseld. Zestien getuigen mochten aanwezig zijn, alsook een duelmeester. Er werd een gezamenlijke geldsom van 100 dukaten aangelegd door beide partijen, voor de overwinnaars te verdelen. De Spanjaarden kozen een neutraal terrein uit: het kloosterdomein Mattina di Sant’Elia nabij de stad Trani. Dit terrein was in handen van de Republiek Venetië en het duel zou dus niet als een oorlogsdaad gezien worden.
Op 13 februari 1503 vond het duel plaats, zoals afgesproken. De dertien Franse ridders te paard stonden onder leiding van Charles de Torgues of Monsieur de La Motte. De dertien Italiaanse ridders te paard werden aangevoerd door Ettore Fieramosca; Fieramosca was graaf van Miglionico, graaf van Mignano Monte Lungo en baron van Aquara. Na een parade en voorstelling van de edellieden barstte het tornooi los. De dertien ridders van de Italiaanse zijde stormden op de dertien Fransen af, telkens een tegen een. Fieramosca stootte Charles de Torgues van zijn paard. Fieramosca smeet zich vervolgens op Charles de Torgues die om genade smeekte. De Italiaanse ridders wonnen het duel. De Franse ridders werden ontdaan van hun wapenuitrusting en onder hoongelach naar Barletta afgevoerd. Pas na het betalen van losgeld keerden zij terug naar het leger van Lodewijk van Armagnac-Nemours. De Italiaanse ridders kregen lofbetuigingen door de bevolking en de geestelijkheid die feestelijke kerkdiensten organiseerde. De overwinning was een morele opsteker voor de Italianen in het Spaanse leger en voor don Gonzalo Fernández de Córdoba.

## Herdenkingen
In 1583 liet Ferrante Caracciola, hertog van Airola, een herdenkingsmonument oprichten in het veld waar het duel plaats vond; tijdens de Franse bezetting in 1805 sloegen de Fransen dit monument tegen de vlakte. In 1846 werd het heropgebouwd. Een poging van de stad Trani om het duel te noemen Duel van Trani leverde niets op.
Naast de kathedraal van Barletta richtten de Italianen een herdenkingsmonument op. De stad Barletta richtte daarnaast jaarlijks een optocht in waarin zij het wedervaren van Ettora Fieramosca en zijn twaalf ridders liet uitbeelden. Ook bij de ingang van de stad verrees een herdenkingsbeeld. De taverne waar het duel werd afgesproken, is een museum; het heeft de naam Cantina della Disfida of Taverne van het Duel.
In de 19e eeuw verschenen er boeken en kleurplaten over het Duel van Barletta. Het werd deel van de nationale geschiedenis, vooral na de eenmaking van Italië. De held van het duel, Ettore Fieramosca, werd opgevoerd in films. Zo zijn er over hem films gerealiseerd in het jaar 1909, 1915 en 1938. 

## Monumenten

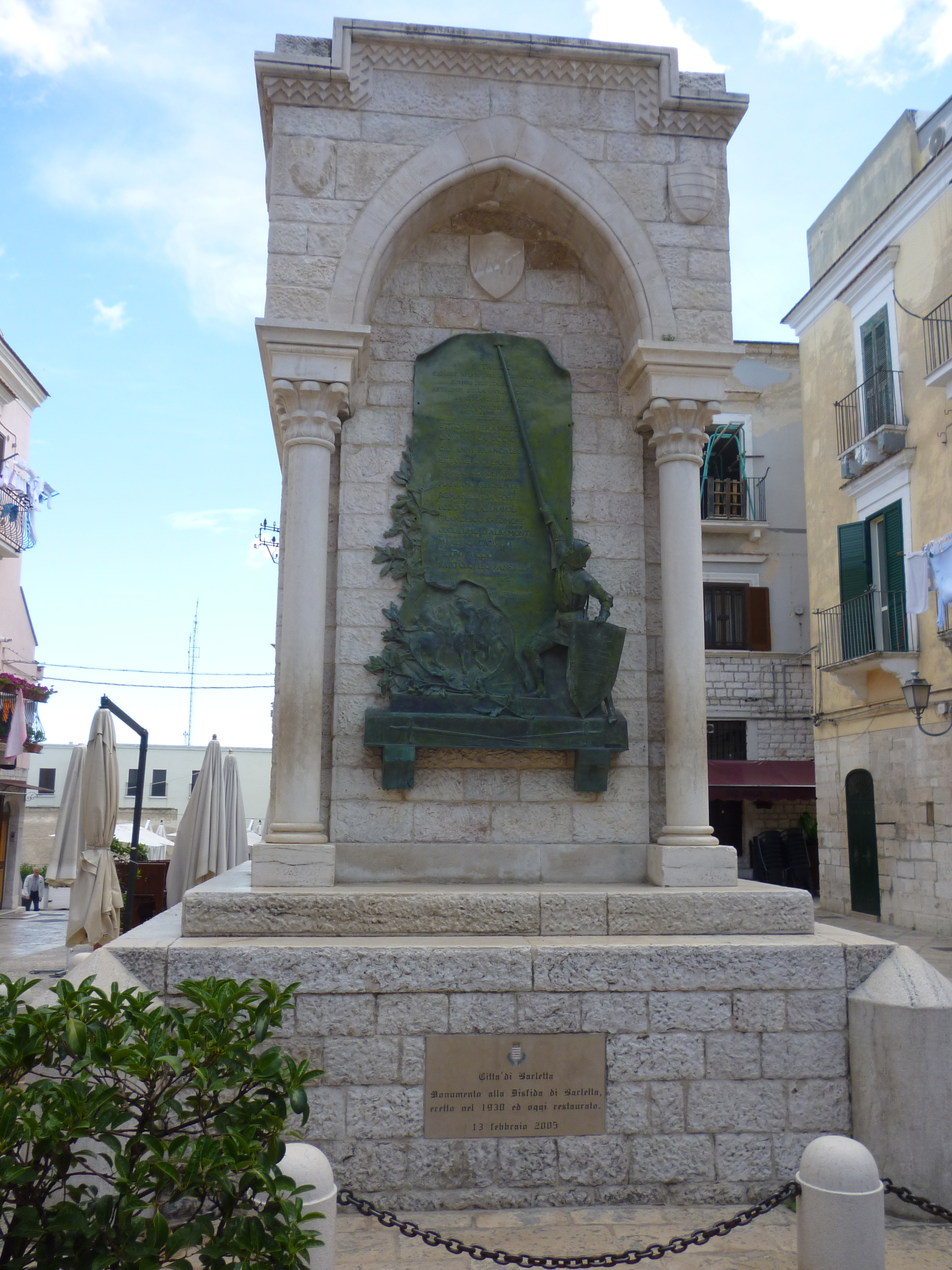
Monument naast de kathedraal van Barletta
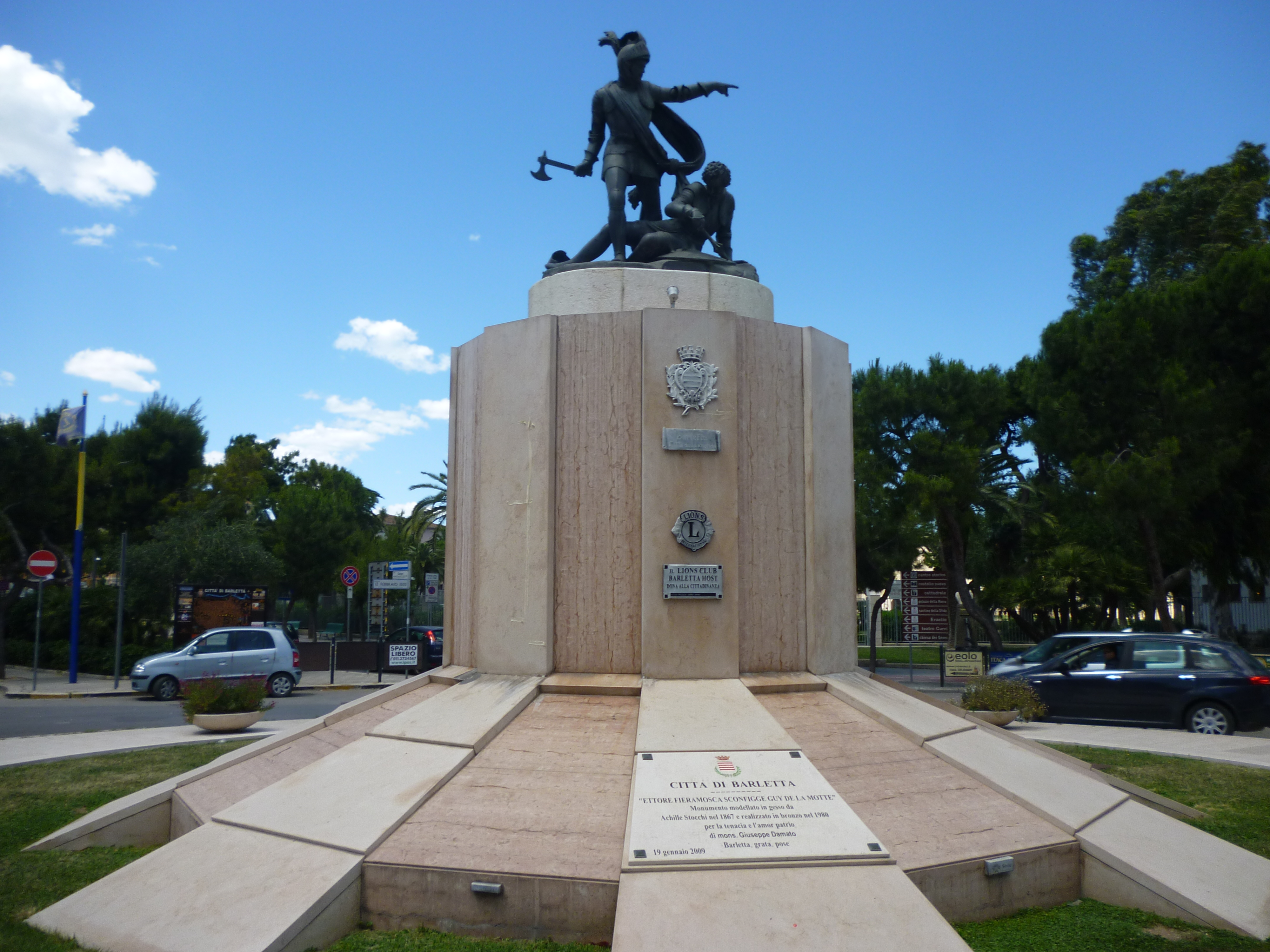
Ander monument in Barletta
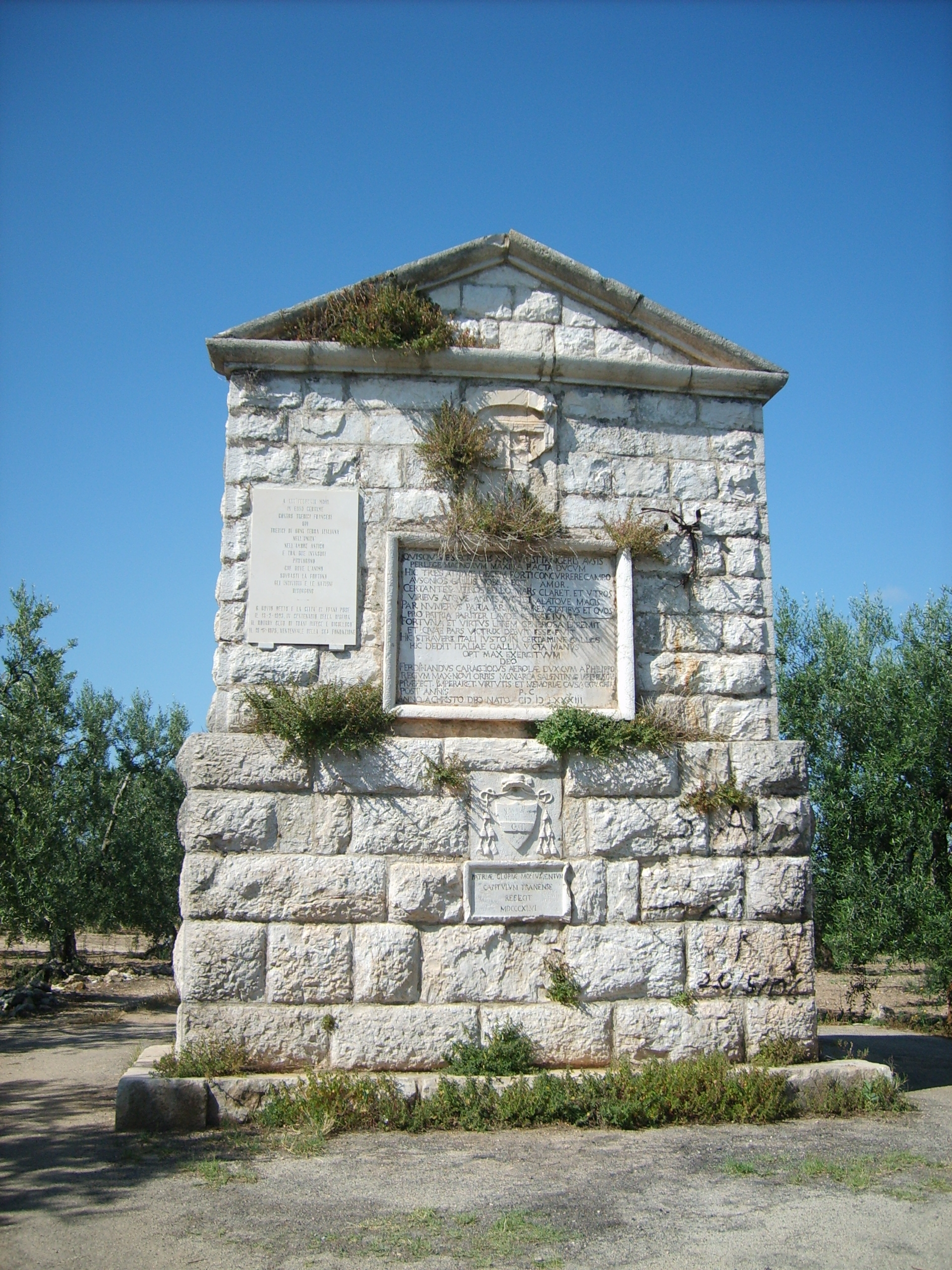
Monument op het veld nabij Trani